# San Juan Yolotepec
San Juan Yolotepec är en ort i Mexiko.   Den ligger i kommunen San Pedro y San Pablo Tequixtepec och delstaten Oaxaca, i den sydöstra delen av landet, 210 km sydost om huvudstaden Mexico City. San Juan Yolotepec ligger 1 877 meter över havet och antalet invånare är 212.
Terrängen runt San Juan Yolotepec är huvudsakligen kuperad, men åt nordost är den platt. Runt San Juan Yolotepec är det mycket glesbefolkat, med 6 invånare per kvadratkilometer. Närmaste större samhälle är Petlalcingo, 18,6 km väster om San Juan Yolotepec. Trakten runt San Juan Yolotepec består i huvudsak av gräsmarker.